# Zacatecas
Zacatecas (prononcé en espagnol latinoaméricain : /sakaˈtekas/) est la capitale de l'État de Zacatecas au Mexique, à 100 km au nord d'Aguascalientes. Elle est située à 2 450 m d'altitude au nord de la Sierra Fría, au pied du Cerro de la Bufa.
En 2005, sa population était de 108 000 habitants.
Son centre historique a été classé au patrimoine mondial de l'UNESCO en 1993.

## Histoire
Les Zacatecas étaient un peuple indigène. Le mot vient du Nahuatl zacatecatl qui signifie « le peuple de l'herbe » (de zacatl, herbe et tecatl, peuple). La ville de Zacatecas fut fondée le 20 janvier 1548 pendant la conquête espagnole, lorsque Juan de Tolosa, Diego de Ibarra, Cristobal de Oñate et Baltasar Temiño de Bañuelos découvrirent d'importants gisements d'argent.
La ville se développa énormément et devint, comme Guanajuato, un important centre minier pendant le XVIe siècle et le XVIIe siècle, jouant un rôle central dans l'histoire des mines d'argent au Mexique.
En 1561, est découvert un trafic de livres confisqués par l'Inquisition (Serge Gruzinski, 2023).
En mai 1835, la révolte libérale contre le général Antonio López de Santa Anna est écrasée quand des officiers de l'armée gouvernementale se faisant passer pour des opposants à Santa Anna et à qui on a confié la défense de la ville, livrent celle-ci : on compte entre 2 000 et 2 500 civils tués en deux jours de massacres.
En 1914, durant la Révolution mexicaine, Zacatecas est le théâtre de violents combats, avec la bataille connue sous le nom de Toma de Zacatecas (es) (prise de Zacatecas) entre les armées fédérales de Victoriano Huerta et les troupes constitutionnalistes du général Doroteo Arango, plus connu sous le nom de Pancho Villa.
La victoire de Villa conduisit à la fin du régime de Huerta.
Un monument commémorant cette bataille et dédié au général Villa se dresse au sommet du Cerro de la Bufa (es) qui domine la ville.

## Tourisme
Depuis la fermeture des mines, Zacatecas s'est reconvertie dans le tourisme comme d'autres villes minières. Son centre historique avec sa cathédrale et l'ancienne mine principale, la Mina de El Edén, en sont les principales attractions.

### Patrimoine religieux
- Cathédrale Notre-Dame-de-l'Assomption (consacrée en 1752), exemple remarquable du baroque churrigueresque, siège du diocèse de Zacatecas érigé en 1863.

### Patrimoine préhispanique
Le musée Rafaël-Coronel présente l'une des collections de masques autochtones les plus importantes du Mexique venant de toute la république mexicaine. Son frère aîné, Pedro Coronel à quant à lui fait don de sa collection personnelle au musée qui porte aujourd'hui son nom et où sa dépouille repose. Y sont exposées des peintures de Chagall, Dali, Miro, Braque, Picasso, des dessins de Topor, Cocteau, et des gravures de Goya sur le thème de la tauromachie[réf. nécessaire].
À une cinquantaine de kilomètres de Zacatecas, en direction du sud vers Guadalajara, les ruines préhispaniques de la Quemada sont un ancien centre préhispanique qui se développe de 500 à 900 ap.JC., il pourrait avoir eu des relations commerciales avec Teotihuacan lors de son apogée[réf. nécessaire]. Situé sur une colline haute de 250 mètres, cette place possède une pyramide votive et plusieurs restes d'édifices dont une salle aux colonnes, et un fort en son sommet. Peter Jimenez, l'archéologue responsable du site, a aménagé un petit musée. La Quemada devait certainement entretenir des rapports avec l'autre cité antique de l'état Chalchihuites ou AltaVista[réf. nécessaire].
Cet autre centre cérémoniel devait avoir pour fonction l'observation du ciel en raison de sa disposition. Situé à 230 km au nord-est de Zacatecas, cette ville fut habitée environ de 200 de notre ère et jusqu'en 1100, comme la Quemada, la découverte d'objets rappelant les techniques de Teotihuacan laisse penser que des relations existaient. Elle exploitait des gisements de turquoise et de malachite.

## Personnalités liées à Zacatecas
- Amalia García Medina, femme politique, née à Zacatecas en 1951